# Prästtornet
Prästtornet (kroatiska: Popov toranj) är ett torn i Zagreb i Kroatien. Tornet uppfördes i mitten av 1200-talet och ligger i Zagrebs historiska kärna, Gradec. Sedan 1903 är Zagrebs observatorium inhyst i dess topp.
Prästtornet är ett av det gamla Zagrebs sevärdheter och tillsammans med Lotrščaktornet och Stenporten en av de sista resterna av den forna stadsmuren och försvarssystemet.  

## Historia
Tornet uppfördes i mitten av 1200-talet. Eftersom det var i biskopens ägo kom det snart att i folkmun kallas för Prästtornet. Under 1500-talets första hälft införlivades tornet i Gradecs slutna försvarssystem och dess uppgift blev att försvara den norra stadsporten. Under 1600-talet kom tornet att tjäna som skola och på 1800-talet skedde en tillbyggnad som gav tornet ytterligare en våning. 

## Zagrebs observatorium
I början av 1900-talet föreslog den Kroatiska naturvetenkaplinga föreningen att ett observatorium skulle öppnas i tornets topp. Sedan Zagrebs stadsråd godkänt förslaget och bifallit anslag anpassades tornets övre våning och den 5 december 1903 öppnade Zagrebs observatorium (Zvjezdarnica Zagreb). 
Observatoriets anseende växte då den tyske astronomen August Kopff i dess ära namngav en nyupptäckt asteroid till 589 Croatia.